# Эврипедия
«Эврипе́дия» (англ. Everipedia) — общедоступная универсальная коммерческая интернет-энциклопедия со свободным контентом, реализованная на принципах вики. «Эврипедия» отличается от «Википедии» большей схожестью с популярными сайтами вроде Facebook, также она имеет существенно ослабленные критерии вхождения информации.
По состоянию на февраль 2018 года количество статей в «Эврипедии» составляло 6 миллионов, большая часть которых была скопирована из английской Википедии. Благодаря этому на декабрь 2017 года «Эврипедия» является самой крупной энциклопедией на английском языке, однако большинство статей не обновляются так же часто, как в английской Википедии. Также сайт критикуется за частое появление ложной информации в статьях о новостях.
На декабрь 2017 года ежемесячное количество просмотров страниц — от 3,5 до 5 миллионов, ежемесячное количество посетителей — от 2 до 3 миллионов. По данным Alexa, на 1 февраля 2018 года Эврипедия занимает 6640 место по веб-трафику из США.
«Эврипедия» была создана в декабре 2014 года, принадлежит американской компании «Everipedia, Inc». В декабре 2017 года пост директора по информационным технологиям занял Ларри Сэнгер, один из сооснователей Википедии.
В декабре 2017 руководство проекта объявило о планах использовать технологию блокчейн на платформе EOS, делающую невозможной блокировку сайта по решению правительственных органов любого государства. Планируется, что в дальнейшем пользователи будут получать за редактирование статей цифровые токены (криптовалютные IQ), выпуск которых начнётся в первом полугодии 2018 года. «Эврипедия» также использует элементы социальных сетей, такие как возможность знаменитостям общаться со своими фанатами. Кроме того, участники «Эврипедии» могут голосовать за или против размещения в ней цитат — большое количество голосов против приводит к удалению цитаты.
В начале августа 2018 года был осуществлен переход Эврипедии на блокчейн-платформу EOS. Благодаря этому Эврипедия стала первой в мире децентрализованной энциклопедией, что исключает возможность её цензурирования.
В 2022 году проект Эврипедия закрылась, а вместо этого запустился новый проект IQ.wiki. Статьи на Эврипедии были заархивированы.